# Podravka
Podravka je společnost, která se specializuje na výrobu a prodej potravin, nápojů a farmaceutických produktů.
Podravka působí v regionu jihovýchodní, střední a východní Evropy. Společnost byla založena v roce 1934 v chorvatském městě Koprivnici, přičemž na svém počátku svou aktivitu soustředila na zpracování a prodej ovoce. V současné době má pobočky v 17 zemích světa, v Evropě, Austrálii a Americe.
Za dobu své existence vytvořila Podravka několik značek. Nejznámější značkou je Podravka, která zastřešuje brand. Hned další její nejznámější značkou je Vegeta, která je mezi veřejností známá jako univerzální kořenící přísada. Značka Vegeta zvítězila v soutěži Superbrand Polska, v konkurenci 1200 polských spotřebitelských značek. Stejné ocenění získala Vegeta také v Maďarsku a Rusku. Podravka zvítězila v Superbrand na Slovensku.

## Historie
Společnost má své kořeny v chorvatské Koprivnici, kde bratři Wolfové začali v roce 1934 se zpracováním a prodejem ovoce. Ze společnosti se stala jedna z nejvýznamnějších potravinářských společností ve střední, východní a jihovýchodní Evropě. Pod dnešním názvem začala společnost vystupovat v roce 1947. O deset let později začala Podravka vyrábět dehydrované polévky, které vyrábí dodnes. V roce 1958 vznikla univerzální přísada do jídel, známá jako Vegeta. 

### Historie v letech
- 1934 – počátky společnosti Podravka
- 1947 – vznik společnosti Podravka
- 1957 – vyrobení prvních dehydrovaných polévek
- 1958 – vyrobení univerzální přísady do jídel Vegeta
- 1967 – vývoz Vegety do Ruska a Maďarska
- 1972 – Podravka založila firmu Belupo a vstoupila na farmaceutický trh
- 1981 – nová továrna na výrobu léčiv a kosmetiky Belupo v Koprivnici
- 1993 – Podravka se stala akciovou společností
- 1997 – implementace informačního systému SAP
- 2002 – Podravka vytvořila zahraniční akvizice Ital-Ice v Chorvatsku a Lagris v České republice [2]
- 2003 – Podravka má dceřiné společnosti v 17 zemích světa
- 2023 – Podravka nechala vybudovat rozsáhlé logistické centrum.[3]